# Смирнов, Георгий Лукич
Гео́ргий Луки́ч Смирно́в (14 ноября 1922, Волгоградская область — 29 ноября 1999, Москва) — советский и российский философ

, специалист в области исторического материализма и теории научного коммунизма. 
Академик АН СССР с 23 декабря 1987 года (член-корреспондент с 1981).
Доктор философских наук (1970), профессор (1972).
Кандидат в члены ЦК КПСС (1976—1990). Магнум опус - "Советский человек" (1971).

## Биография
«Я еще до войны говорил себе, что я счастлив тем, что живу в стране, которая пытается построить социализм, и что я – русский» (из записной книжки, 1994 год).
Родился на хуторе Антонов (ныне Октябрьского района Волгоградской области). Член ВЛКСМ с 1938 года.
В 1942—1947 годах на комсомольской работе. Член ВКП(б) c 1943 года.
Окончил Саратовскую партийную школу (1950) и исторический факультет Волгоградского педагогического института (1952), в 1957 году — аспирантуру по кафедре диалектического и исторического материализма Академии общественных наук при ЦК КПСС.
Кандидат философских наук (1957). 
С того же 1957 года на ответственной работе в аппарате ЦК КПСС: лектор Отдела пропаганды и агитации по союзным республикам, руководитель Лекторской группы, руководитель Группы консультантов. С 1969 года заместитель, с 1974 года 1-й заместитель заведующего Отделом пропаганды ЦК (по 1983), несколько лет исполнял обязанности заведующего.
В 1962—1965 годах член редколлегии и редактор по отделу философии журнала «Коммунист». Доцент (1964—1972), профессор (1972—1983) кафедры
научного коммунизма АОН при ЦК КПСС. Член Правления (1971—1991) и вице-президент (1984—1987) Философского общества СССР, член Правления Союза журналистов СССР (1971—1982).
Член-корреспондент АН СССР с 29 декабря 1981 года по Отделению философии и права (научный коммунизм).
В 1983—1985 годах директор Института философии АН СССР, член редколлегии журнала «Вопросы философии» (1983—1986). Как отмечается: "Оценивая свою работу в качестве директора
Института, Г.Л. Смирнов вспоминал, что ему трудно было «сплотить коллектив, расколотый с давних времен идейной враждой, национальными предрассудками, психологической несовместимостью»".
С ноября 1985 по январь 1987 года помощник по идеологии Генерального секретаря ЦК КПСС М. С. Горбачёва. Как отмечают, "Перестройку Смирнов связывал с восстановлением в идеологии и во всех сферах жизни приоритета человека, гуманистических ценностей". 
В 1987—1991 годах директор Института марксизма-ленинизма при ЦК КПСС. Аркадий Ваксберг вспоминал: "В архиве Ленина есть документальное подтверждение участия подразделений Первой конной Красной армии в еврейских погромах с какой-то пометкой Ленина, публиковать которую даже в 1991 году директор института марксизма-ленинизма — Г. Смирнов считал «нецелесообразным», поскольку это «представляет Ленина и Красную армию в неблагоприятном свете».
В 1989-1991 годах член редколлегии журнала «Известия ЦК КПСС».
В 1990-е годы главный научный сотрудник Центра по изучению прав человека и демократии Российского независимого института социальных и национальных проблем, затем главный научный сотрудник Института философии.
Похоронен на кладбище села Луцино Одинцовского района Московской области.
Исследования Г. Л. Смирнова посвящены социально-классовой структуре общества, динамике развития и роли рабочего класса, формированию социалистического типа личности, вопросам коммунистического воспитания, теории и практике пропаганды.

## Основные работы
- Смирнов Г. Л. Коммунизм — дело каждого. — М., 1961.
- Смирнов Г. Л. Развитие рабочего класса СССР и его роль в строительстве коммунизма // Изменение классовой структуры общества в процессе строительства социализма и коммунизма. — М., 1961.
- Смирнов Г. Л. Формирование коммунистических общественных отношений. — М., 1962.
- Смирнов Г. Л. Демократия, свобода и ответственность личности. — М., 1968.
- Смирнов Г. Л. Советский человек: формирование социалистического типа личности. — М., 1971 (3-е изд. 1981)
- Смирнов Г. Л. XXIV съезд КПСС и формирование нового человека. — М., 1972
- Смирнов Г. Л. Формирование нового человека — программная цель КПСС. — М., 1983.
- Смирнов Г. Л. Революционная суть перестройки: социально-философский очерк. — М., 1987.
- Смирнов Г. Л. Исторический опыт Октября и перестройка // Вопросы истории КПСС. 1988. № 2 — перепечатано в изд. «Страницы истории КПСС: факты, проблемы, уроки» (1988)
- Урок даёт история / под общ. ред. В. Г. Афанасьева, Г. Л. Смирнова. — М., 1989.
- Смирнов Г. Л. Ленинское видение социализма. — М., 1990.
- Ленинская концепция социализма / под ред. Г. Л. Смирнова. — М., 1990.
- Смирнов Г. Л. Уроки минувшего. — М., 1997.